# 布莱恩·卡迪纳尔
布赖恩·李·卡迪纳尔（英語：Brian Lee Cardinal，1977年5月2日—），美国NBA联盟职业篮球运动员。他在2000年的NBA选秀中第2轮第44顺位被底特律活塞选中。